# Az e irracionálisságának bizonyítása
Az Euler-féle szám, más néven e szám irracionális. A jelen cikk erre az állításra ad három bizonyítást.
Joseph Fourier (1768–1830) francia matematikus bizonyítása az ellentmondáson alapul.
Az e felírható numerikus sorok segítségével:
{\displaystyle e=\sum _{n=0}^{\infty }{\frac {1}{n!}}\!}
Ez az e szám Taylor-sorba fejtése az exponenciális függvény szerint, ahol a kitevő =1.
Feltételezzük, hogy e egy racionális szám, a/b formában. Ekkor létezik egy pozitív a és b, és így a e = a/b, ahol b > 1.
Definiáljunk egy {\displaystyle x} számot:
{\displaystyle x=b!\,{\biggl (}e-\sum _{n=0}^{b}{\frac {1}{n!}}{\biggr )}\!}
Ha e racionális, akkor x egész szám,
helyettesítsük be e = a/b –t ebbe a definícióba:
{\displaystyle x=b!\,{\biggl (}{\frac {a}{b}}-\sum _{n=0}^{b}{\frac {1}{n!}}{\biggr )}=a(b-1)!-\sum _{n=0}^{b}{\frac {b!}{n!}}\,.}
Az első kifejezés egész, és a szumma minden tagja is egész szám, mert n ≤ b. Ezért x maga is egész szám.
Most bebizonyítjuk, hogy 0 < x < 1.
Először azt bizonyítjuk be, hogy x szigorúan pozitív:
Behelyettesítjük a fenti sorba e kifejezést az x definíciójába:
{\displaystyle x=b!\,{\biggl (}\sum _{n=0}^{\infty }{\frac {1}{n!}}-\sum _{n=0}^{b}{\frac {1}{n!}}{\biggr )}=\sum _{n=b+1}^{\infty }{\frac {b!}{n!}}>0\,,\!}
mivel minden tényezőre igaz, hogy n ≤ b, mind kiesik, csak egy marad , mely pozitív.
Most bebizonyítjuk, hogy x < 1.
Minden tényezőnél, ahol n ≥ b + 1 kapjuk:
{\displaystyle {\frac {b!}{n!}}={\frac {1}{(b+1)(b+2)\cdots (b+(n-b))}}\leq {\frac {1}{(b+1)^{n-b}}}\,.\!}
Ez az egyenlőtlenség minden n ≥ b + 2.-re igaz. A szumma indexét kicserélve k = n – b, és a végtelen mértani sor képletét használva, kapjuk:
{\displaystyle x=\sum _{n=b+1}^{\infty }{\frac {b!}{n!}}<\sum _{n=b+1}^{\infty }{\frac {1}{(b+1)^{n-b}}}=\sum _{k=1}^{\infty }{\frac {1}{(b+1)^{k}}}={\frac {1}{b+1}}{\biggl (}{\frac {1}{1-{\frac {1}{b+1}}}}{\biggr )}={\frac {1}{b}}<1.}
Mivel nincs 0 és 1 között egész szám, kaptunk egy ellentmondást, és így az e-nek irracionálisnak kell lennie. Q.E.D.
Egy másik bizonyítás szerint:
Az előzőekből kiindulva:
{\displaystyle (b+1)x=1+{\frac {1}{b+2}}+{\frac {1}{(b+2)(b+3)}}+\cdots <1+{\frac {1}{b+1}}+{\frac {1}{(b+1)(b+2)}}+\cdots =1+x,}
Ez az egyenlőtlenség ekvivalens azzal, hogy b.x < 1. Ez viszont lehetetlen, mert b' és x természetes számok.
A harmadik bizonyítás egy némileg általánosabb lemmán alapszik.
- Az integrál additív halmazfüggvény, vagyis diszjunkt szakaszokon integrálva és ezeket összegezve az egész szakaszon vett integrált kapjuk:

{\displaystyle \int _{I\cup J}f\operatorname {d} x=\int If\operatorname {d} x+\int Jf\operatorname {d} x,} I, J diszjunkt.
- A parciális integrálás módszere:

{\displaystyle \int f(x)\,g'(x)\,dx=f(x)\,g(x)-\int f'(x)\,g(x)\,dx} f és g folytonosan differenciálható.
- Ha g és h valós polinomok, és tetszőleges valós a számra

{\displaystyle g(a)=e^{-a}h(a),}
akkor g és h is azonosan nulla.
- {\displaystyle \lim _{n\rightarrow \infty }{\frac {c^{n}}{n!}}=0} minden valós c számra.
- Az α valós szám erősen approximálható, ha minden ε>0-hoz van u és v egész szám, és egy |δ| < ε szám, hogy {\displaystyle \alpha ={\frac {v+\delta }{u}}.}

Minden ilyen α valós szám irracionális. Fordítva ez az összefüggés nem teljesül, mivel az ilyen számok megszámlálhatóan sokan vannak.

## Lemma
A tétel bizonyításához szükség van erre a lemmára:
Lemma: Minden erősen approximálható valós szám irracionális.
Bizonyítás:
Tegyük fel indirekt, hogy α racionális, vagyis vannak p és q egészek, hogy :{\displaystyle \alpha ={\frac {p}{q}}={\frac {v+\delta }{u}}!}
Ekkor {\displaystyle \varepsilon ={\frac {1}{2q}}}-hoz is vannak δ, u, v számok. Behelyettesítve és átrendezve
{\displaystyle {\frac {p}{q}}-{\frac {v}{u}}={\frac {\delta }{u}}}
{\displaystyle |pu-vq|=q|\delta |<q{\frac {1}{2q}}={\frac {1}{2}}.}
A pu-vq szám egész kell, hogy legyen, de {\displaystyle {\frac {1}{2}}} nem egész szám. Ellentmondás.

## A tétel bizonyítása
A lemma miatt elég azt belátni, hogy az e szám erősen approximálható.
Az e számot a {\displaystyle \sum _{k=0}^{n}{\frac {1}{k!}}} sorral közelítjük. Ha a sor n-edik tagját An jelöli, akkor
{\displaystyle e=A_{n}+{\frac {1}{(n+1)!}}(1+{\frac {1}{n+2}}+{\frac {1}{(n+2)(n+3)}}+\dots )\leq }
{\displaystyle \leq A_{n}+{\frac {1}{(n+1)!}}(1+{\frac {1}{2}}+{\frac {1}{2^{2}}}+\dots )=A_{n}+{\frac {2}{(n+1)!}}}
Legyen most az ε pozitív szám tetszőleges! Ekkor választhatunk hozzá egy n egész számot, hogy {\displaystyle n>{\frac {2}{\varepsilon }}}, átrendezve {\displaystyle \varepsilon >{\frac {2}{n}}}. Továbbá teljesüljön u = n! és v = Ann!. Ekkor
{\displaystyle e\leq A_{n}+{\frac {2}{(n+1)!}}=A_{n}+{\frac {2}{u(n+1)}}={\frac {A_{n}u(n+1)+2}{u(n+1)}}={\frac {(n+1)v}{(n+1)u}}={\frac {v+{\frac {2}{n+1}}}{u}}}
Ebből azonnal látszik, hogy e erősen approximálható, hiszen {\displaystyle 0<{\frac {2}{n+1}}<{\frac {2}{n}}<\varepsilon }.